# Jean-Patrick Capdevielle
Pour les articles homonymes, voir Capdevielle.
Jean-Patrick Capdevielle est un auteur-compositeur-interprète français né le 19 décembre 1945 à Levallois-Perret, qui a marqué la scène rock de la fin des années 1970 et de la première moitié des années 1980, et dont la carrière a pris fin en 2018.

## Biographie

### Avant la musique
Avant d'être chanteur, Jean-Patrick Capdevielle est journaliste à SuperHebdo, Salut les copains, Mademoiselle Âge Tendre, Actuel, puis directeur artistique. Dans les années 1960, il voyage aux États-Unis, puis vit à Londres, où il côtoie le Swinging London (notamment dans des clubs live tels que le Speakeasy et le Blaise's, où il rencontre les Beatles, les Rolling Stones, Jimi Hendrix et d'autres rockers anglais) et il devient un ami proche d'Eric Clapton.

### Carrière musicale: succès
En 1970, il part s'établir aux Baléares, à Ibiza, où il s'adonne à la peinture et la composition musicale. En 1978, il adresse à une maison de disques ses premières maquettes. Le 45 tours Solitude, qualifié de « reggae en français » et produit par Ketchup Music (label appartenant à William Sheller), lui permet de signer ensuite un contrat chez CBS.
En août 1979 sort son premier album, Les Enfants des ténèbres et les Anges de la rue, dont est extrait le titre Tout au bout de la ville. C'est pourtant la chanson de la face B de ce 45-tours, intitulée Quand t'es dans le Désert, qui est préférée par les programmateurs radio et connaît le succès avec plus de 200 000 exemplaires écoulés. Les vers « Tous les rapaces du pouvoir menés par un gros clown sinistre plongent vers moi sur la musique d'un piètre accordéoniste » sont alors perçus comme une critique du « giscardisme » en désignant le Premier ministre Raymond Barre, (le « gros clown sinistre ») et le président de la République Valéry Giscard d'Estaing, connu pour sa pratique de l'accordéon (le « piètre accordéoniste »). De même les vers « Vendredi tombant nulle part, y a Robinson solitaire qui m'a dit : « J'trouve plus mon île, vous n'auriez pas vu la mer », va falloir que je lui parle du thermonucléaire ! » pourraient faire allusion aux essais nucléaires aériens français dans la Polynésie française qui ont eu lieu à partir de 1966. L'exclamation a par ailleurs été aussi perçue à Plogoff comme un mot d'ordre de soutien en faveur des manifestations (entre 1978 et 1981) contre l'installation de la centrale nucléaire. Dès ce premier album, est présente la thématique de la femme « fatale » — qui va s'avérer omniprésente dans toute l’œuvre de Capdevielle — avec les titres Elle est comme personne et Salomé.
Les deux premiers albums, Les Enfants des ténèbres et les Anges de la rue (août 1979) et /2 (1980), sont certifiés double disque d'or pour plus de 200 000 ventes, et se classent en 2010 parmi les « 100 disques essentiels du rock français » du magazine Rolling Stone (respectivement 27e et 55e place). Extraites de l'album /2, les chansons C'est dur d'être un héros et Oh, Chiquita s'écoulent respectivement à 150 000 et 200 000 exemplaires. Pourtant, les critiques[Lesquelles ?] sont bien moins enthousiastes concernant /2, et encore moins à la sortie du troisième album, Le Long de la jetée, en 1981.
Le premier album est suivi d'une tournée de concerts au printemps 1980, avec un passage à l'Olympia. Début 1981, il se produit au Palais des sports de Paris, puis à l'automne 1982, il est pour la seconde fois sur la scène de l'Olympia.
Jean-Patrick Capdevielle défie les critiques en 1982 avec un album au titre explicite, L'ennemi public, enregistré à Bearsville Sound Studio (à côté de Woodstock) avec la participation de musiciens américains renommés comme Wells Kelly (accompagnateur de Meat Loaf)[source insuffisante]. Les paroles de la première chanson, T'es pas fait pour ça, dénoncent directement le système médiatique : « Ils t'jugent au nom des lois qu'ils inventent / Pour eux t'es toujours sur la sale pente / Faut quitter ton manège / Si personne te protège / Ils pèsent ta rage au poids d'leurs combines / Paraît qu'on doit tout vendre en vitrine / Faut savoir ramper par terre / Pour dev'nir un vrai chanteur populaire. »

### Carrière musicale: popularité moindre
Après la publication en 1983 de l'album live Dernier rappel, Jean-Patrick Capdevielle surprend, et désoriente même une partie de son public, avec des albums très différents des quatre premiers[réf. nécessaire]. C'est ainsi le cas de Mauvaises fréquentations, sorti en 1984. À côté de deux morceaux qui ont été un peu diffusés par les radios, Halloween et Caricature, Jean-Patrick Capdevielle propose une série de chansons personnelles, sombres, sobres, voire minimalistes. 
En 1985, le single racoleur 40 à l'ombre, probablement imposé par la maison de disque et vainement promu dans les médias[réf. nécessaire], masque la finesse des autres chansons de l'album Planète X : après le très étrange Limbo, Jean-Patrick Capdevielle étudie la destinée humaine avec Monkey man et Planète X, y compris sur le plan géopolitique avec le décalé et dansant Danse on the map (Remix Gorbatchev) et Hiver qui évoque un conflit nucléaire.
Jean-Patrick Capdevielle, souhaitant renouer avec ses racines musicales, revient en 1988 avec Nouvel âge, fruit de sa collaboration avec Romano Musumarra, compositeur de Stéphanie de Monaco et Jeanne Mas, et qui reste l'un de ses albums les plus méconnus[réf. nécessaire], malgré quelques passages en radio du titre Celle qui t’aimait. Une fois de plus, les introspections (Les heures noires, Face au mur au petit jour) alternent avec les destins de simples humains (Celle qui t'aimait, Deux étrangers, Double aller simple pour Pékin, Gueule d'ange) et celui de l'Humanité entière avec ce Nouvel âge.
L'album Vue sur cour paraît en 1990 et passe lui aussi inaperçu alors que, avec le temps, il apparaît comme un des meilleurs de Capdevielle.
Jean-Patrick Capdevielle explore ensuite le blues rock en 1992, avec Vertigo, enregistré à Nashville, qui, lui aussi, reste peu connu, faute d'avoir pu dégager une chanson phare malgré quelques passages en radio de Black bone. L'album est considéré comme réussi, en particulier les titres Pauvre Prudence et Quasimodo.
En 1995 sort la compilation Politiquement correct signée sur le label Sony Music, avec quatre nouveaux titres.

### Autres activités
Parallèlement à sa carrière d'auteur-compositeur-interprète, il anime en 1985-1986 sur FR3 une émission musicale, Les Totems du Bataclan. En 1986 toujours, il tourne en tant que comédien aux côtés de Marie-Christine Barrault dans un téléfilm de Philippe Vallois, L'Énigme des Sables, puis il monte avec Paco Rabanne une maison de production, Cadrages, qui produit notamment le long-métrage de la réalisatrice indienne Mira Nair, Salaam Bombay ! (Caméra d'Or au 41e Festival de Cannes en 1988). Il est également l'auteur du tube de Linda William, Traces (1988) et participe la même année à la chanson collective Liban. En 1993 et pour deux ans, il part vivre aux États-Unis, où il étudie le cinéma à UCLA (Californie) ; quand il revient, il réalise plusieurs clips, dont celui de Renaud Hantson (Si tu te bats, 1995).
Deux ans plus tard, il écrit et réalise pour la soprano Emma Shapplin Carmine Meo, un album d'opéra chanté en italien du XIVe siècle, qui s'avère un succès international vendu à deux millions et demi d'exemplaires,, récompensé par 39 disques d'or et 17 de platine[réf. souhaitée]. Les musiques sont construites sur le modèle des grands compositeurs italiens du XIXe siècle, de Donizetti à Vincenzo Bellini. Les textes sont, pour l'essentiel, écrits directement en italien du XIVe siècle par Capdevielle, qui ne parle pourtant pas l'italien dans sa forme actuelle. Cette prouesse littéraire trouve selon lui son origine dans son rapport avec Pétrarque[source insuffisante]. Poursuivant dans cette voie, il écrit et compose en 2001 un opéra néo-romantique, toujours en italien du XIVe siècle, Atylantos… une légende de l'Atlantide, avec Chiara Zeffirelli, Elena Cojocaru, Jade Laura d'Angelis et Nikola Todorovitch. Il est toujours en projet de le monter sur scène.
Parallèlement à cela, revenant au pop rock, il coproduit avec Philippe Deyrieu l'album Pop Tasty du groupe Montparnasse (2005), puis en 2007, il écrit six textes sur les onze chansons de l'album 2007 de David Hallyday. Entretemps, en 2006, il retourne en studio et enregistre l'album Hérétique #13, sorti en mars 2007 (signé O+Music), avec un nouveau single et un clip (Miss Démocratie).
En janvier 2008, il soutient Sweet Air en interprétant le projet Baltimore, rejoignant Jacques Higelin, Maurane et Riké de Sinsemilia en soutien aux otages du monde. En 2009, tout en continuant à écrire des textes pour d'autres (Ray Daxman, Philippe Deyrieu, etc.) et composer des morceaux pour lui-même, Jean-Patrick Capdevielle travaille sur un projet, alors innovant, de webradio, Maradioamoi[source insuffisante] qui sera finalement abandonné après la version bêta.
En 2015 et après plusieurs années d'écriture de dizaines de morceaux, il choisit d'en sélectionner onze pour son nouvel album. Il fait découvrir quelques maquettes via les réseaux sociaux et décide de recourir au financement participatif via la plateforme KissKissBankBank. Le projet est lancé le 15 avril 2015 et rapidement les contributions affluent : en moins de 12 heures, 70 % du budget est réuni, et en quatre jours l'objectif de départ de 30 000 euros est atteint. L'album est enregistré entre Londres (Britannia row) et Paris durant l'été et le début de l'automne 2015. La sortie de l'album est suivie d'évènements « Concert-Rencontre » participatifs organisés par ses fans en France et en Suisse. Cette initiative d'un genre nouveau fait parler d'elle dans les médias,,,,. Le concert d'une des rencontres est enregistré au Scarabée à Chambéry le 3 décembre 2016 ; l'album live Capdevielle & Friends parait en mars 2017 (diffusé de façon confidentielle sur le site officiel du chanteur). Le 5 janvier 2017, un premier extrait live Elle est comme personne est dévoilé sur Radio Aix-les-Bains.
Depuis l'automne 2016, il revient à la peinture qu'il avait abandonnée depuis les années 1970. Installé dans les Ateliers 96 de Rueil-Malmaison, il produit une série de toiles de grand format en technique mixte, dans un style parfois qualifié de coloriste, d'expressionniste, de symboliste ou de mystique.
Il annonce finalement la fin de sa carrière musicale en 2018, pour se consacrer à la peinture.

## Discographie
| Année | Titre                                                                         | Label         |
| ----- | ----------------------------------------------------------------------------- | ------------- |
| 1978  | "Solitude" y'a plein d'mots comme ça / Des gens ordinaires (premier 45 tours) | Disc AZ       |
| 1979  | Les Enfants des ténèbres et les Anges de la rue                               | CBS           |
| 1980  | /2                                                                            | CBS           |
| 1981  | Le Long de la jetée                                                           | CBS           |
| 1982  | L'Ennemi public                                                               | CBS           |
| 1983  | Dernier Rappel (double Live)                                                  | CBS           |
| 1984  | Mauvaises Fréquentations                                                      | CBS           |
| 1985  | Planète X                                                                     | CBS           |
| 1986  | D'où viennent les danseuses (45 tours inédit)                                 | CBS           |
| 1988  | Nouvel Âge                                                                    | WEA           |
| 1990  | Vue sur cour                                                                  | WEA           |
| 1992  | Vertigo                                                                       | Virgin France |
| 1995  | Politiquement correct (compilation avec inédits)                              | TriStar       |
| 2007  | Hérétique 13                                                                  | O+ Music      |
| 2016  | Bienvenue au Paradis                                                          |               |
| 2017  | Live in Paradise                                                              |               |

## Auteur / compositeur
| Année | Titre       | Interprète                                                                  |
| ----- | ----------- | --------------------------------------------------------------------------- |
| 1988  | Traces      | Linda William                                                               |
| 1998  | Carmine meo | Emma Shapplin                                                               |
| 2001  | Atylantos   | Chiara Zeffirelli, Elena Cojocaru, Jade Laura D’Angelis, Nikola Todorovitch |